# 烏山郵便局
烏山郵便局（からすやまゆうびんきょく）は栃木県那須烏山市にある郵便局。民営化前の分類では集配普通郵便局であった。

## 概要
住所：〒321-0699 栃木県那須烏山市金井2-19-1
民営化直前の集配業務再編において、多くの集配普通郵便局は統括センターとなったが、当局は配達センターとされたため、民営化後も郵便事業株式会社の支店は併設されず、集配センターが併設された。

## 沿革
- 1872年8月4日（明治5年7月1日） - 烏山郵便取扱所として開設[1]。
- 1875年（明治8年）1月1日 - 烏山郵便局（五等）となる。同年より為替取扱を開始。
- 1878年（明治11年） - 貯金取扱を開始。
- 1897年（明治30年）2月21日 - 烏山郵便電信局となる。
- 1903年（明治36年）4月1日 - 通信官署官制の施行に伴い烏山郵便局となる。
- 1957年（昭和32年）11月16日 - 特定郵便局から普通郵便局に局種別改定[2]。
- 1964年（昭和39年）2月28日 - 電話交換、和文電報配達、国内欧文電報受付・配達、国際電報受付・配達の各業務を、烏山電報電話局に移管。
- 1992年（平成4年）3月2日 - 那須郡烏山町中央一丁目から同町金井二丁目に移転。
- 2000年（平成12年）8月14日 - 外国通貨の両替および旅行小切手の売買に関する業務取扱を開始。
- 2006年（平成18年）10月16日 - 南那須郵便局から集配業務を移管[3]。
- 2007年（平成19年）10月1日 - 民営化に伴い、併設された郵便事業宇都宮東支店烏山集配センターに一部業務を移管。
- 2012年（平成24年）10月1日 - 日本郵便株式会社発足に伴い、郵便事業宇都宮東支店烏山集配センターを烏山郵便局に統合。

## 取扱内容
- 郵便、印紙、ゆうパック、内容証明
- 貯金、為替、振替、振込、国際送金、外貨両替、国債、投資信託
- 生命保険、バイク自賠責保険、自動車保険
- ゆうちょ銀行ATM
- 那須烏山市内（〒「321-05xx」・「321-06xx」区域）の集配業務

## 周辺
- 那須烏山市役所
- 那須烏山警察署
- 国道294号
- 那珂川

## アクセス
- JR烏山線 烏山駅から北へ約270m（徒歩約3分）
- 那須烏山市営バス、市貝町営バス 烏山駅（前）停留所下車。
- 駐車場あり：18台